# Vương quốc Phần Lan (1742)
Nỗ lực nhằm tạo ra một Vương quốc Phần Lan vào năm 1742 là một chương ít được biết đến trong lịch sử Phần Lan. Theo sau sự chiếm đóng của Nga trong chiến tranh Nga-Thụy Điển (1741–1743) và những lời hứa mơ hồ làm cho đất nước độc lập, người Phần Lan đã bầu chọn Công tước Pyotr xứ Holstein-Gottorp (sau này trở thành người thừa kế ngai vàng của nước Nga và là Sa hoàng đế hiệu Pyotr III) là Vua Phần Lan. Tuy nhiên, tình hình chính trị đã phát triển vượt qua ý tưởng độc lập của Phần Lan và nó nhanh chóng tan biến.

## Bối cảnh

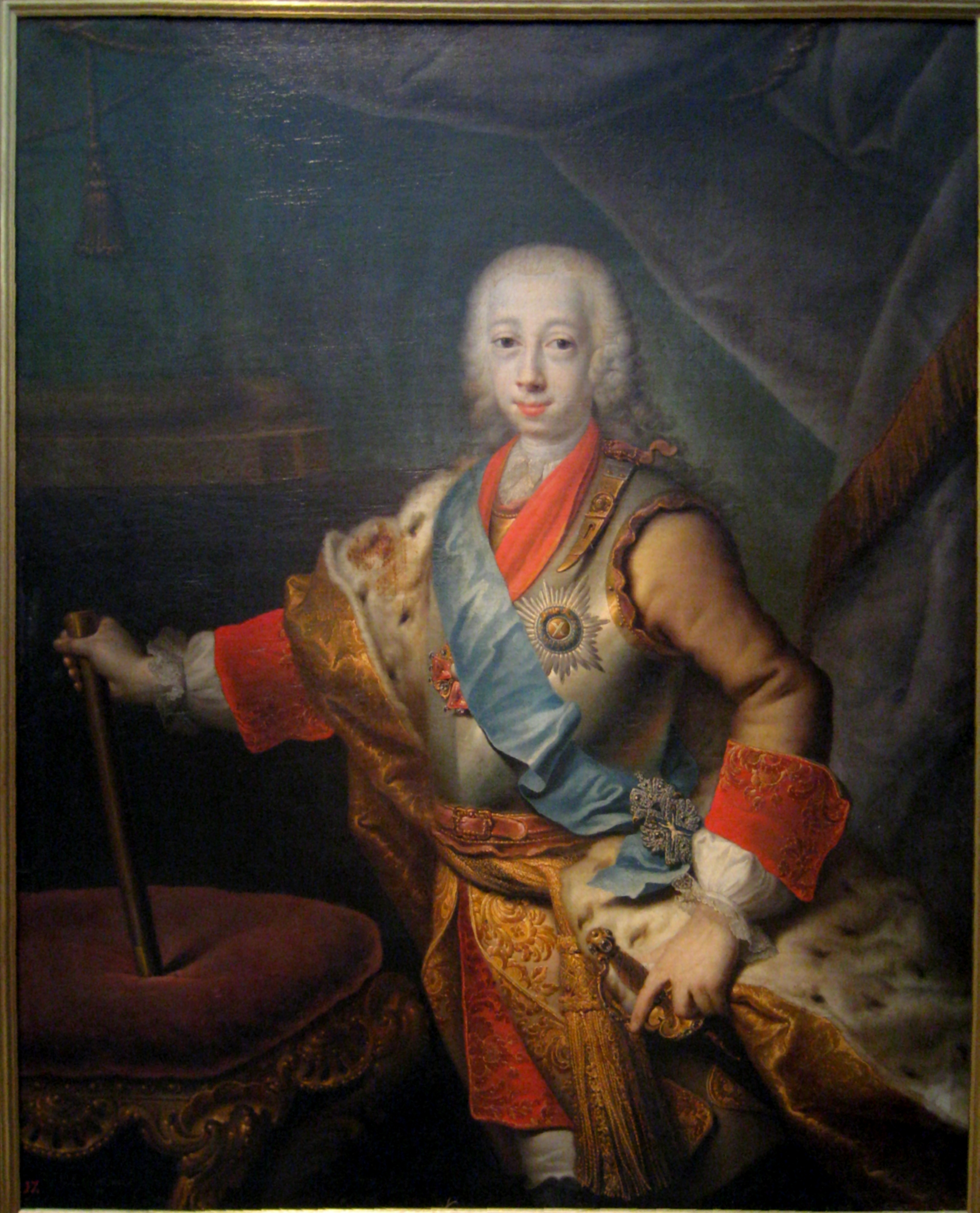
Công tước Karl Pyotr, được tuyên bố là Vua Phần Lan

Công tước Karl Pyotr xứ Holstein-Gottorp là họ hàng gần nhất còn sống (chắt) và đương nhiên sẽ là người thừa kế của vị Nữ hoàng quá cố không con cái Ulrika Eleonora (mất năm 1741) và cũng là chắt của vị vua không có con cái Karl XII của Thụy Điển, em trai duy nhất và người tiền nhiệm cho ngôi vị của Ulrika Eleonora. Mặc dù ông chỉ là một cậu bé Scandinavia gốc Đức 14 tuổi thậm chí còn chưa bao giờ đặt chân tới Thụy Điển, ông rất có tiếng tăm trong giới nông dân, đặc biệt là ở Phần Lan trước thực tế rằng ông cũng là cháu trai của Nữ hoàng Elizaveta của Nga và do đó có thể đảm bảo một nền hòa bình lâu dài hơn.
Về phần Karl Pyotr xứ Holstein-Gottorp thì sử sách mô tả rằng ông tự đồng nhất bản thân mình với di sản Thụy Điển của ông, và ngay cả khi đang sống ở Sankt-Peterburg thì vị công tước lại có sở thích biến môi trường và đất đai của riêng mình giống như miền Scandinavia. Tại triều đình ở Sankt-Peterburg, ông lớn lên trong một tiểu văn hóa riêng biệt đặc trưng kiểu "Holsteinian".
Khi quân Nga bắt đầu phản công vào tháng 3 năm 1742, Đại Pháp quan Bestuzhev đã giễu cợt ý tưởng tạo ra một nước đệm nằm giữa Thụy Điển và Nga. Tsarina Elizaveta đã bày tỏ cho người Phần Lan—lúc đó vẫn còn là một phần của Vương quốc Thụy Điển—với một lời tuyên bố (Tuyên ngôn của Nữ hoàng Elizaveta dành cho người dân Phần Lan) rằng bà hứa sẽ làm cho Phần Lan độc lập nếu họ không chống lại quân đội Nga. Đến tháng 7 năm 1742, người Nga đã chiếm đóng toàn bộ Phần Lan, hầu như không gặp phải sự kháng cự nào do đó đã làm vô hiệu hóa toàn thể bộ chỉ huy lực lượng quân đội Thụy Điển, và cũng vào tháng đó một nhóm nông dân Phần Lan đã tới cầu xin người Nga cho lập một vị công tước làm Vua Thụy Điển.

## Nghị việnLantdagTurku

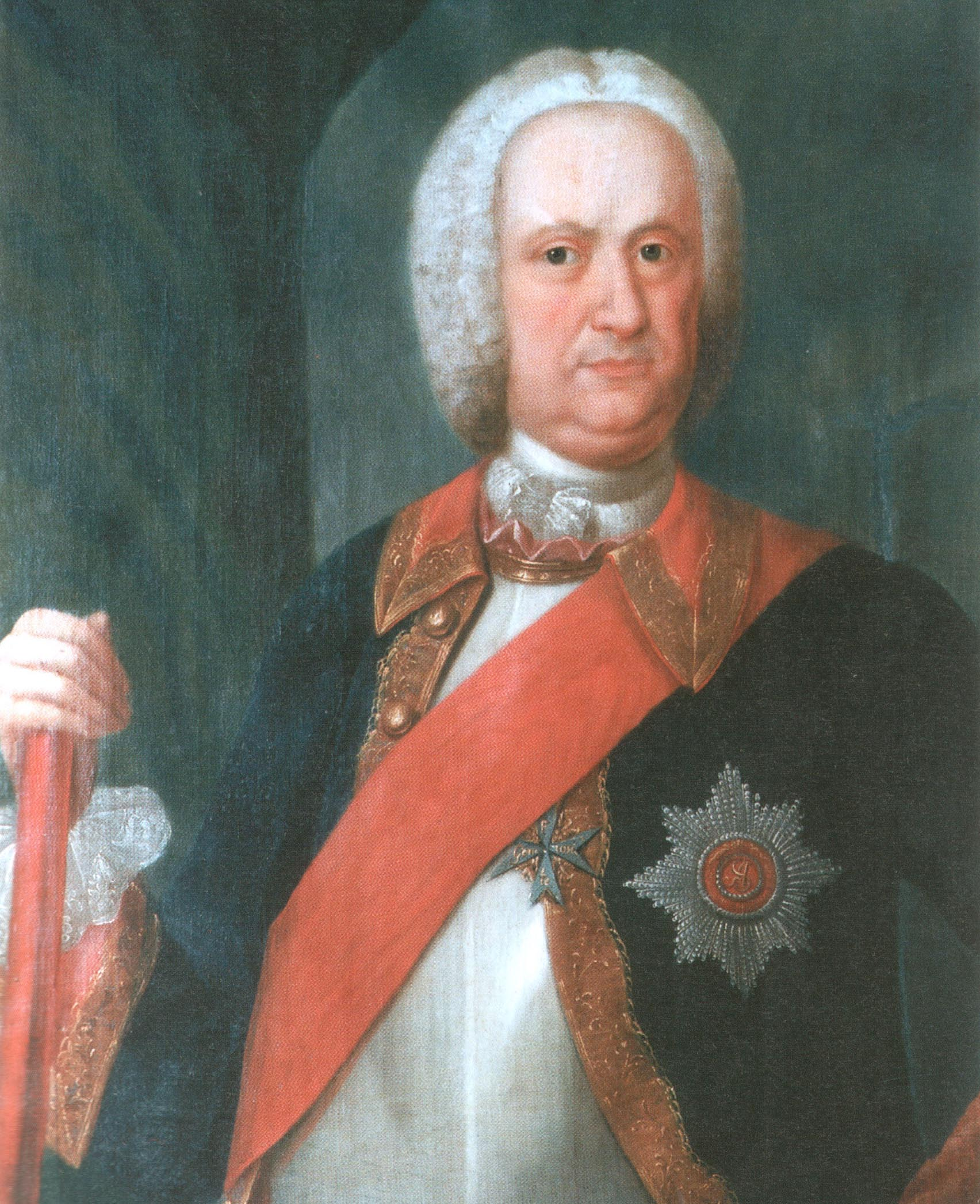
Đại thần thị vệ, Nam tước Johannes Balthasar von Campenhausen (1689-1758), Tổng đốc Vương quốc Phần Lan 1742-1744

Tướng James Keith, một lính đánh thuê người Scotland chịu trách nhiệm cho việc quân Nga chiếm đóng ở miền Nam, đã ra lời kêu gọi bốn đẳng cấp của miền tây nam Phần Lan—đại khái nay là vùng tây nam Phần Lan và Satakunta—mở cuộc họp tại lantdag (Nghị viện Phần Lan) ở Turku (Åbo) vào ngày 8 tháng 10 (hay ngày 18 tháng 10) năm 1742. Mỗi thành phố và khu vực sẽ gửi một đại diện từ giới quý tộc và hai đại diện từ hàng giáo sĩ, giai cấp tư sản và nông dân nhằm thảo luận về các vấn đề quan trọng đối với các "thành phố và cả nước".
Những đại biểu nổi tiếng hiện diện trong thành phố gồm những freiherr chẳng hạn như các nam tước Henrik Rehbinder và Johannes Gripenberg, các giám mục giáo phận đến từ Loimaa, Halikko, Pöytyä và Maaria cùng các thị trưởng Rauma và Pori. Riêng tầng lớp nông dân chẳng có chút tiếng tăm nào nhưng họ sẵn lòng cử những đại biểu tốt nhất của mình đến dự họp. Về chương trình nghị sự chính thức do Keith trình bày chủ yếu là thủ tục tố tụng hàng ngày, nhưng phía Nga cũng cam đoan là sẽ chỉ định duy nhất giới quan chức địa phương và cải thiện việc sử dụng tiếng Phần Lan trong chính quyền quốc nội. Được sự khuyến khích bởi những hứa hẹn trước đó của Nga về nền độc lập, sự chiếm đóng thân thiện và việc họ sẵn lòng nắm bắt lấy thời điểm này, người Phần Lan đã nhất trí với quyết định đề nghị Công tước Karl Pyotr xứ Holstein-Gottorp lên làm Vua Phần Lan. Chẳng biết làm thế nào mà lantdag lại đạt được quyết định đó vì chẳng có tài liệu ghi chép chính thức về cuộc họp còn tồn tại đến giờ, nhưng từ những thư từ nội bộ của Nga xem chừng đã làm sáng tỏ rằng đó là sáng kiến của người Phần Lan. Sự chuẩn bị thành lập đoàn đại biểu nhằm đệ trình yêu cầu lên Nữ hoàng được bắt đầu. Cũng theo lời Sjöström (trang 540–541) Keith đã triệu tập Nghị viện Phần Lan nhóm họp vào tháng 10 năm 1742 tại Turku, Phần Lan.
Đồng thời, riksdag (Quốc hội) của Thụy Điển đã tụ tập tại Stockholm để cố gắng tìm đường rút khỏi tình hình quân sự và chính trị được tạo ra từ cuộc chiến tranh thiếu sáng suốt và vội vàng của đảng Hats. Khi vua Friedrich I không có người thừa kế, hội nghị bốn đẳng cấp Thụy Điển đã quyết định sử dụng ngai vàng tương lai trong cuộc đàm phán, rồi chọn cùng một vị Công tước làm vua tiếp theo của Thụy Điển. Tuy vậy những sự kiện đang phát triển với chiều hướng nhanh chóng. Quân đội Nga đã đoạt lấy Phần Lan một cách dễ dàng, và Elizaveta bèn quyết định lập Công tước Karl Pyotr làm người kế thừa ngôi vị Hoàng đế của bà vì bản thân Nữ hoàng không có người kế vị nào danh chính ngôn thuận như Pyotr. Quốc hội Thụy Điển lại không được biết về điều này và khi phái viên của họ đến Saint Petersburg thì đã quá muộn. Quyền thừa kế Thụy Điển của Karl Pyotr dưới tuổi vị thành niên được từ bỏ nhân danh ông.
Do đó các cuộc đàm phán mới được mở ra và Elizaveta đã đồng ý khôi phục lại một phần lớn Phần Lan nếu em họ của bà là Adolf Friedrich xứ Holstein được bầu làm người kế thừa ngôi vua Thụy Điển, vì thế mới kết thúc cuộc chiến tranh thông qua Hiệp ước Åbo Turku vào ngày 7 tháng 8 năm 1743. Theo lời Sjöström (trang 540–541) người Thụy Điển muốn thu hồi lại toàn bộ xứ Phần Lan trong Hiệp ước Turku. Elizaveta và Kaarle Petteri Ulrik vẫn nắm giữ các vùng đất Phần Lan ở phía đông sông Kymi. Vùng này về sau được gọi là "Cổ Phần Lan". Từ lâu vốn không hay biết gì về thủ tục ở nơi khác, đoàn đại biểu Phần Lan vẫn chỉ chuẩn bị cho chuyến đi của mình đến Sankt-Peterburg, khi những lời nói trong tâm trạng mới mẻ của Elizaveta lọt đến tai họ. Người Nga đã tỏ ra hữu hiệu khi dừng lại quá trình này ở đây và những đại biểu lantdag của Nghị viện chỉ còn nước trở về tay không. Có lẽ hầu như vị công tước này chẳng bao giờ biết được về cuộc bầu chọn lên ngôi vua Phần Lan sớm nở tối tàn. Vào cuối năm 1742, Tướng Keith đã bàn giao quyền lãnh đạo chính phủ dân sự Phần Lan (trụ sở đặt tại Turku) sang cho viên Tổng đốc mới được bổ nhiệm là Johannes Balthasar von Campenhausen.

## Kết quả

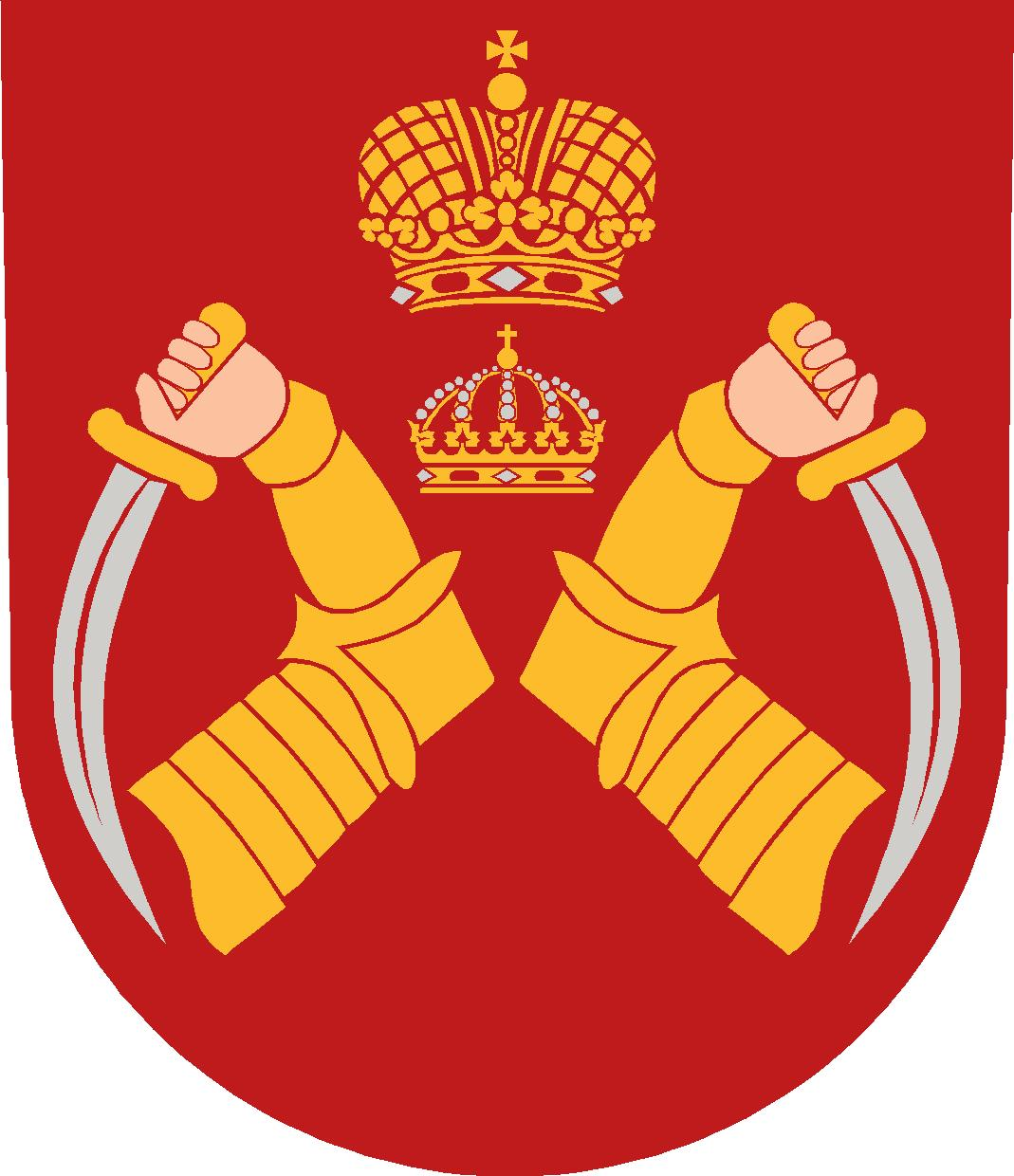
Phù hiệu năm 1788–1811 của Cổ Phần Lan

Thất vọng về kết quả của lantdag Nghị viện Turku đã làm phát sinh một số kế hoạch nổi dậy chống lại sự chiếm đóng của quân Nga, nhưng không có hành động nào xuất phát từ cảm tính. Nhìn chung, các sự kiện của lantdag Nghị viện Turku năm 1742 chẳng đạt được kết quả nào khác sau khi người Nga kết thúc sự chiếm đóng vào năm sau. Ứng cử viên mới của Elizaveta được bầu làm vua kế tiếp của Thụy Điển, Phần Lan và một số lãnh thổ đã được nhượng lại cho phía Nga. Tuy nhiên, những sự kiện tương tự rõ ràng về những gì xảy ra bảy mươi năm sau đó trong cuộc chiến tranh Phần Lan, để rồi kết thúc với hội nghị bốn đẳng cấp Phần Lan tập hợp trong Nghị viện Porvoo và tuyên thệ lòng trung thành của họ với Sa hoàng Aleksandr I là Đại vương công Phần Lan. Điều thú vị ở chỗ Aleksandr lại chính là cháu nội của Công tước Karl Pyotr.
Sjöström (trang 540-541) nói rằng vùng đất "Cổ Phần Lan" về ý nghĩa nào đó vẫn tiếp tục sống sót qua giai đoạn Vương quốc Phần Lan từ năm 1742. Häkkinen và Sippu (trang 84-85) đề cập đến vẫn còn trong những năm 1790, nhất là nông dân các làng Liikkala, Mämmälä và Ruotila ở Cổ Phần Lan đã nộp đơn khiếu nại lên tòa án mà họ viện cớ một số điều khoản của bản Tuyên ngôn năm 1742 của Nữ hoàng Elizaveta giữa các điểm trọng tâm khác của luật pháp để hỗ trợ cho địa vị của họ trong vụ kiện đó. Điều này ngụ ý rằng bản tuyên ngôn năm 1742 và việc trở thành "nước lân cận" của vương quốc phù du năm 1742 vẫn được coi như là một phần của các quyền lợi cơ bản tại Cổ Phần Lan do phía Nga nắm giữ.
Dựa theo lời tường thuật trong cuốn tiểu sử được thu thập bởi Tiến sĩ Paaskoski (trang 101-102), Johannes von Balthasar Campenhausen (1689–1758) từ năm 1742 đến 1744 Tổng đốc Phần Lan (bị chiếm đóng) và là người kế vị của James Keith, nắm giữ vị trí lãnh đạo của chính quyền dân sự Phần Lan, trước hết là ở Turku. Hậu quả của Hiệp ước Turku năm 1743 đã khiến Tổng đốc Johannes von Balthasar Campenhausen phải dời trụ sở của mình sang vùng Lappeenranta ở Cổ Phần Lan. Đến năm 1744, Tổng đốc von Campenhausen đã tổ chức chính quyền Cổ Phần Lan dưới sự cai quản của mình. Luật lệ và thủ tục hành chính Thụy Điển vẫn được dùng trong công việc hành chính tổ chức bởi von Campenhausen. Cũng theo Sjöström (trang 540-541), từ năm 1743 đến 1917, Cổ Phần Lan (và vùng lãnh thổ khác mà nó được sáp nhập), được cai quản như một lãnh thổ riêng biệt với bộ máy hành chính, hệ thống pháp luật, quản trị và hiến pháp của riêng mình, về nhiều mặt có nét tương tự các tiểu quốc Đức. Các quân vương cha truyền con nối của vùng lãnh thổ này luôn luôn là một thành viên trong gia đình công tước xứ Gottorp. Các vị vua này sẵn sàng bày tỏ yêu sách của họ với vương quốc theo một cách thức mang tính phô trương: Kể từ năm 1788, phù hiệu Cổ Phần Lan (Tổng đốc Phần Lan) bao gồm vương miện hoàng gia được đặt dưới "sự bảo hộ của" vương miện đế chế.